# Xu Daoning

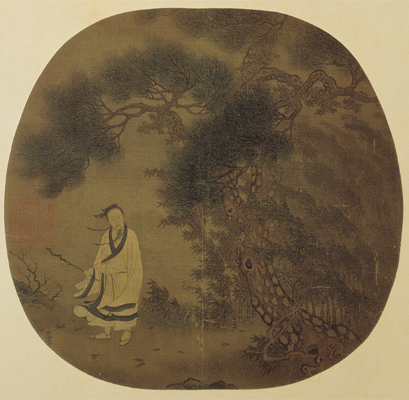
"Agafant una vara sota un pi"

Xu Daoning (xinès simplificat: 许道宁; xinès tradicional: 許道寧; pinyin: Xǔ Dàoníng) fou un pintor xinès que va viure sota la dinastia Song del Nord. Va néixer vers el 970 i va morir entre els anys 1051 i el 1053. Segons uns historiadors de l'art era originari de Chang'an actualment Xi'an i segons altres de Hejian, actualment Hebei. Va començar a guanyar-se la vida receptant medicines. Mentre, també pintava. Va començar a pintar paisatges a l'estil de Li Cheng. Va ser cèlebre arran de murals per a l'aristocràcia. La seva obra més famosa la del Pescador (coneguda també com El vespre del pescador). Pescant en un riuet de la muntanya (en la qual es pot observar el concepte taoïsta d'harmonia) es troba a la Fundació Nelson del Museu d'Art de Kansas.